# Bertram N. Brockhouse
Bertram Neville Brockhouse (født 15. juli 1918, død 13. oktober 2003) var en canadisk fysiker. Han modtog Nobelprisen i fysik i 1994.